# Суджукский маяк
Суджукский маяк — маяк на северо-западной границе Цемесской бухты рядом с Новороссийском. Маяк совместно с другими новороссийскими маяками — Пенайским и Дообским показывает безопасный путь в районе Пенайских банок.
Около маяка 7 апреля 1968 года в капсуле-контейнере оставлено письмо в будущее с датой открытия 7 ноября 2017 года.
Маяк упоминается в песне «Загранка» Аллы Пугачёвой и ВИА «Веселые ребята» (музыка Марка Минкова, слова Михаила Танича).
Свет маяка красный — кПр(2)10с9М.